# إيفانجيليا شينو
إيفانغيليا خسينو (بالإنجليزية: Evangelia Xinou) (ولدت في 22 نوفمبر 1981) هي عداءة مشي يونانية.
شاركت خسينو في الألعاب الأولمبية الصيفية 2008 التي أُقيمت في بكين، حيث نافست في سباق المشي للسيدات لمسافة 20 كيلومترًا، وأنهت السباق في المركز الخامس والعشرين بزمن قدره 1:32:19، متقدمةً على مواطنتها ديسبينا زامباس بثلاث دقائق.